# Paromalus complexus
Paromalus complexus är en skalbaggsart som beskrevs av Thomas Casey 1893. Paromalus complexus ingår i släktet Paromalus och familjen stumpbaggar. Inga underarter finns listade i Catalogue of Life.